# Eduard Krieger
Eduard Franz Krieger (ur. 16 grudnia 1946 w Wiedniu, zm. 20 grudnia 2019 tamże) – austriacki piłkarz występujący na pozycji obrońcy.

## Kariera klubowa
Krieger zawodową karierę rozpoczynał w 1969 roku w Austrii Wiedeń. W 1970 roku zdobył z nią mistrzostwo Austrii. W 1971 roku oraz w 1974 roku wygrał z zespołem rozgrywki Pucharu Austrii. W 1975 roku odszedł do belgijskiego Club Brugge. Grał tam przez 3,5 roku. W tym czasie zdobył z klubem trzy mistrzostwa Belgii (1976, 1977, 1978) oraz Puchar Belgii (1977).
Na początku 1979 roku Krieger przeszedł do holenderskiego VVV Venlo. Spędził tam pół roku. Latem 1979 roku powrócił do Austrii, gdzie został graczem drużyny Linzer ASK z Bundesligi. W 1982 roku spadł z klubem do Erste Ligi, a w 1983 roku zakończył karierę.

## Kariera reprezentacyjna
W reprezentacji Austrii Krieger zadebiutował 8 kwietnia 1970 roku w zremisowanym 1:1 towarzyskim meczu z Jugosławią. W 1978 roku został powołany do kadry na Mistrzostwa Świata. Zagrał na nich w meczach ze Szwecją (1:0), Brazylią (0:1), Holandią (1:5), Włochami (0:1) oraz z RFN (3:2). Z tamtego turnieju Austria odpadła po drugiej rundzie. W latach 1970–1978 w drużynie narodowej Krieger rozegrał w sumie 25 spotkań.